# Invazia broaștelor
Invazia broaștelor (în engleză Frogs) este un film de groază american din 1972, regizat de George McCowan. Filmul intră în (sub)categoria "eco-horror", prezentând povestea unei familii sudice americane de vârf, care este atacată de mai multe specii de animale, printre care șerpi, păsări și șopârle, precum și fluturi ocazional. Natura,  sugerează filmul, se răzbună justificat exact asupra acestei familii din cauza abuzului patriarhului său asupra ecologiei locale. Filmul a fost lansat cinematografic pe 10 martie 1972.

## Distribuție
| Actor               | Role               |
| ------------------- | ------------------ |
| Ray Milland         | Jason Crockett     |
| Sam Elliott         | Pickett Smith      |
| Joan Van Ark        | Karen Crockett     |
| Adam Roarke         | Clint Crockett     |
| Lynn Borden         | Jenny Crockett     |
| Dale Willingham     | Tina Crockett      |
| Hal Hodges          | Jay Crockett       |
| Judy Pace           | Bella Garrington   |
| Mae Mercer          | Maybelle           |
| David Gilliam       | Michael Martindale |
| Nicholas Cortland   | Kenneth Martindale |
| George Skaff        | Stuart Martindale  |
| Hollis Irving       | Iris Martindale    |
| Lance Taylor, Sr.   | Charles            |
| Carolyn Fitzsimmons | lady in car        |
| Robert Sanders      | young boy in car   |

## Legături externe
- Frogs la Internet Movie Database
- Frogs la TCM Movie Database
- Frogs la Allmovie
- Frogs la Rotten Tomatoes

## Vezi și
- Listă de filme de groază din 1972
- Listă de filme americane din 1972